# Verwüstung/Invoke the Dark Age
Verwüstung/Invoke the Dark Age è il primo album in studio del gruppo musicale Abigor, pubblicato il 1994 dalla Napalm Records. 

## Tracce
1. "Universe of Black Divine" - 6:58
2. "Kingdom of Darkness" - 8:15
3. "Beneath a Steel Sky" - 1:54
4. "Eye to Eye at Armageddon" - 5:26
5. "In Sin" - 4:22
6. "My Soft Vision in Blood" - 5:50
7. "Weeping Midwintertears" - 4:47
8. "Diabolic Unity" - 3:02
9. "A Spell of Dark and Evil" - 2:03

## Formazione
- Silenius - voce
- Peter Kubik - chitarra, basso, tastiere
- Thomas Tannenberger - batteria, chitarra, tastiere